# ألبرت جي. هيل
ألبرت جي. هيل هو سياسي أمريكي، ولد في 4 أغسطس 1845 في Redding, Connecticut ‏ في الولايات المتحدة، وتوفي في 27 سبتمبر 1917 في نوروولك في الولايات المتحدة. نشط حزبياً في الحزب الجمهوري. وقد انتخب عضو مجلس ولاية كونيتيكت ‏ وانتخب عضو مجلس نواب كونيتيكت ‏ وانتخب عضو مجلس النواب الأمريكي.